# دي فريسكه مارين
دي فريسكه مارين (بالفريزية الغربية: De Fryske Marren) بلدية تقع في مقاطعة فرايزلاند شمال هولندا. تم تغيير اسمها من دي فريزه ميرين إلى دي فريسكه مارين اعتباراً من 1 يناير 2016.

## طوبوغرافيا
خريطة طوبوغرافية هولندية لبلدية دي فريزه ميرين، يونيو 2015، (تقرأ بعد ثلاث نقرات على الخريطة)